# エリーザベト・マグダレーナ・フォン・ポンメルン
エリーザベト・マグダレーナ・フォン・ポンメルン（ドイツ語：Elisabeth Magdalena von Pommern, 1580年6月14日 - 1649年2月23日）は、クールラント・ゼムガレン公フリードリヒ・ケトラーの妃。

## 生涯
エリーザベト・マグダレーナはポメラニア公エルンスト・ルートヴィヒとゾフィア・ヘートヴィヒ・フォン・ブラウンシュヴァイク＝ヴォルフェンビュッテルの次女として生まれた。1580年6月29日に洗礼を受け、1600年5月4日にクールラント・ゼムガレン公フリードリヒ・ケトラーと結婚した。この結婚で子供は生まれず、夫フリードリヒ・ケトラーは1642年8月16日に死去した。エリーザベト・マグダレーナは1649年2月23日にドベレで死去し、ミタウの城の教会に埋葬された。